# Gare de Woippy
Ne doit pas être confondu avec Gare de triage de Woippy.
La gare de Woippy est une gare ferroviaire française de la Ligne de Metz-Ville à Zoufftgen, située sur le territoire de la commune de Woippy, dans le département de Moselle, en région Grand Est.
Elle est mise en service en 1908 par la Direction générale impériale des chemins de fer d'Alsace-Lorraine (EL). C'est une halte ferroviaire de la Société nationale des chemins de fer français (SNCF) desservie par des trains TER Grand Est. Elle est proche de l'importante gare de triage de Woippy.

## Situation ferroviaire
Établie à 165 mètres d'altitude, la gare voyageurs de Woippy est située au point kilométrique (PK) 160,245 de la ligne de Metz-Ville à Zoufftgen, entre les gares voyageurs de Metz-Nord et de Maizières-lès-Metz, dont elle est séparée au PK 164,000 par la gare de triage de Woippy.
Gare de bifurcation, elle constitue l'aboutissement, au PK 161,8, de la ceinture de Metz.

## Histoire
Dans une région annexée par l'Empire allemand depuis la défaite de la Guerre de 1870, la gare de Woippy est mise en service par la Direction générale impériale des chemins de fer d'Alsace-Lorraine le même jour que la nouvelle gare principale, le 17 août 1908. Elle est édifiée sur l'embranchement entre la nouvelle voie venant de la gare centrale et l'ancienne ligne.

## Fréquentation
De 2015 à 2024, selon les estimations de la SNCF, la fréquentation annuelle de la gare s'élève aux nombres indiqués dans le tableau ci-dessous.
| Année     | 2015   | 2016    | 2017    | 2018    | 2019    | 2020   | 2021   | 2022    | 2023    | 2024    |
| --------- | ------ | ------- | ------- | ------- | ------- | ------ | ------ | ------- | ------- | ------- |
| Voyageurs | 89 236 | 100 227 | 117 181 | 120 464 | 139 362 | 79 458 | 97 259 | 154 292 | 181 738 | 188 929 |

## Service des voyageurs

### Accueil
Halte SNCF, c'est un point d'arrêt non géré (PANG) à accès libre. Elle dispose d'un automate pour l'achat de titres de transport.
Une passerelle permet la traversée des voies et le passage d'un quai à l'autre.

### Desserte
Woippy est desservie par des trains TER Grand Est qui effectuent des missions entre les gares : de Nancy-Ville et de Luxembourg ; de Metz-Ville et de  Luxembourg ; de Metz-Ville et de Thionville.
Depuis 2013, la gare est intégrée dans le réseau de transport en commun urbain de Metz-Métropole. L'achat d'un billet de train Woippy / Metz Ville étant soumis au tarif de la TAMM - [transports d'agglomération de Metz-Metropole].

### Intermodalité
Un parking pour les véhicules ainsi qu'un parc à vélos y sont aménagés